# Польовий Василь Петрович
Васи́ль Петро́вич Польови́й (нар. 22 квітня 1936, Кривий Ріг Дніпропетровська область, УРСР) — український художник та графік. Брат українського краєзнавця Рената Польового.
Працює в жанрах монументального мистецтва, мозаїки, живопису, стінного розпису, графіки (зокрема, ілюстрування книг). Найважливішою діяльністю вважає пошуки духовних цінностей. Джерела натхнення завжди ті самі: життя, національне коріння й творчість давніх майстрів.

## Життєпис
Народився в родині гірничого інженера Петра Родіоновича Польового та вчительки математики Олександри Павлівни Польової. З усіх їхніх шести синів і дочок — два кандидати наук, один член Спілки художників СРСР, один винахідник, краєзнавець і письменник. З липня 1941 року родина перебувала в евакуації — у селищі Воронцовський Рудник (Свердловська область, Росія).

### Навчання
1954 року Василь Польовий вступив до Єлецького (колишнє Орловське) художнього училища, де тоді викладали Берта Геллер (школа Ашбе, Мюнхен) і Віктор Сорокін (школа Сергія Герасимова). Після закриття училища за так званий формалізм усіх студентів розподілили по різних навчальних закладах, Василь потрапив у Ленінградське таврійське училище, а невдовзі вступив до Ленінградського вищого художньо-промислового училища імені В. Г.  Мухіної на відділення інтер'єру. У ті часи його приятелями і знайомими були художники Олександр Харитонов, Дмитро Краснопевцев, Дмитро Плавінський, Михайло Шем'якін, Едуард Зеленін, Тетяна Кернер, Сергій Васильєв, Анатолій Звєрев, театральний художник Олег Целков, художник і поет Олег Григор'єв, письменник Сергій Довлатов.

### Московський період
Закінчивши ЛВХПУ імені Мухіної, Василь Польовий перебрався в Москву — тодішній притулок вільнолюбних неформальних митців. Там познайомився з художницею Юлією Подоговою й одружився з нею. Подружжя почало разом працювати в КДОМ (Комбінаті декоративно-оформлювального мистецтва). Саме там Василь відчув усю непробивність радянської системи. Художникові належало виконувати тільки готові зразки героя, пейзажу, портрету. Соціалістичний реалізм заводив мистецтво в глухий кут.
На той час до Москви приїхав Сікейрос, огледівся, все зрозумів, назвав радянську художню школу «дрібнобуржуазним салоном у дусі 80-х років XIX століття» і запросив до себе учнів — учитися справжнього революційного мистецтва.

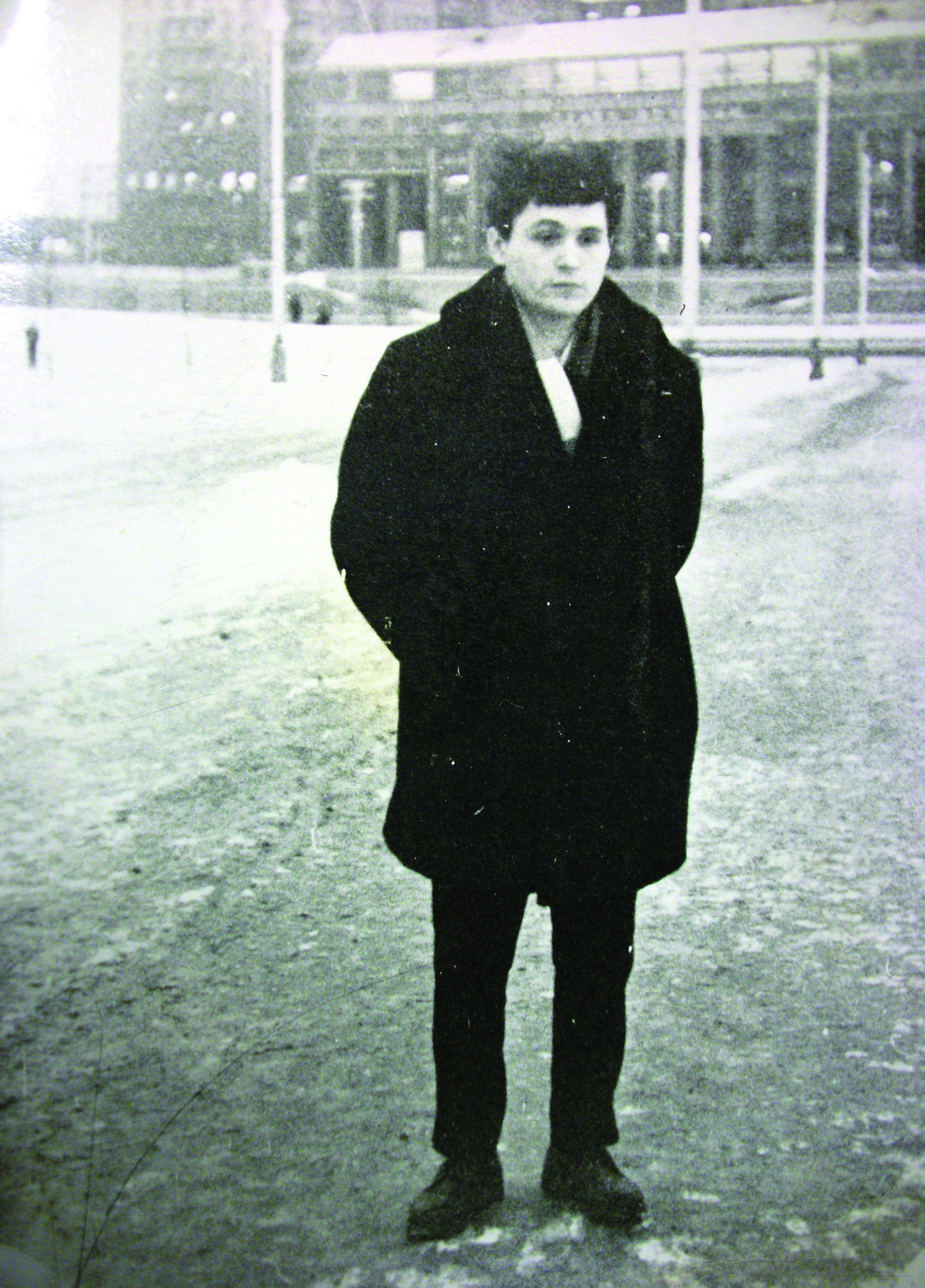
Василь Польовий. Москва. Початок 1960-х.

Підпільне художнє життя Москви сімдесятих років було насичене: домашні виставки, цікава інформація, нові знайомства. Боротьба інтелігенції давала свої плоди — влада була змушена попускати узи. Частина робіт Василя Польового потрапила за рубіж. Українець із Чехословаччини Арсен Погрібний, автор знаменитого альбому «Наївне мистецтво», влаштував у Братиславі виставку не визнаних у СРСР художників, у тому числі й Польового. Згодом цю виставку побачили в Італії, Австрії, Швейцарії, Німеччині, Франції й інших країнах. Після придушення революції в Чехословаччині 1968 р. сліди цієї виставки загублено. Окремі Василеві картини таємно вивозилися пізніше й потрапляли на виставки в Ізраїлі, Італії, Угорщині, Румунії та багатьох інших країнах. Його твори зберігаються в музеях і приватних колекціях у Франції, Німеччині й Росії.
Улітку 1965 року приїхавши в Україну, Василь надихнувся атмосферою батьківщини. Результатом став цикл картин на українські теми, написаних темперою на полотні. 1967 р. ці картини стали основою виставки в Москві. 3a ними ж митця прийняли до Спілки художників СРСР.

### Львівський період
Влітку 1972 року художник разом із дружиною та донькою Ганною переїхав до Львова, де познайомився з одним, що залишився в живих, бойчукістом — Охрімом Кравченком, з художниками Володимиром Патиком, Валерієм Шаленком, Михайлом Штейнбергом, Анатолієм Семагіним, Зиновієм Бобриком, Володимиром Пінігіним, видатними графіками Іваном Остафійчуком та Леопольдом Левицьким, визначними майстрами паризької школи фовізму Романом і Маргаритою Сельськими. Таке спілкування трохи компенсувало те, що загалом не було волі у творчості. Василь Польовий відмовився взяти участь у львівських виставках на задані теми — «Село», «Антирелігійна пропаганда» тощо.
За чотири перші роки життя у Львові він встиг виконати кілька монументальних робіт: стінний розпис «Дружба народів» у молдавському місті Рибниці; удвох із дружиною — мозаїку на тему моря в басейні табору «Юність» у Сімферополі, а також кілька мозаїк на автопавільйонах Львівщини. Вів далі свої пошуки секретів енкаустики і згодом став успішно застосовувати цю технологію у творчості.
У 1976 році Василь Польовий, прийнявши хрещення, почав відвідувати нелегальну тоді церкву баптистів-п'ятдесятників, і «за поширення євангелістської пропаганди» його виключили із Спілки художників СРСР. Відтак у художньому комбінаті подружжю Польових взагалі перестали давати роботу. Наступні 10 років Василь робив розписи церков під Львовом, писав ікони на замовлення, радо брався й за некваліфіковану випадкову працю — наприклад, корчувати пеньки. Василя Польового не приймали ні на які роботи і не давали художніх об'єктів у Спілці, він був у «чорному списку» КДБ. Кожне відвідування церкви загрожувало арештом, родина голодувала, і в грудні 1989 року довелось еміґрувати. Не дозволено вивезти картини, навіть свої власні. Частину Василь Польовий роздарував, розпродав музеям, а решту купили приватні колекціонери.

У травні 1990 року він із сім'єю прибув у США, а у вересні 1994 року остаточно поселився у Ґринвіллі (Південна Кароліна). Довелося спершу фарбувати дахи, потім працювати прибиральником у шпиталі, але з часом усе налагодилося. Відбулося п'ять персональних виставок Василя Польового в Атланті, виставка в художньому музеї міста Ґринвілл та кілька виставок у Гендерсонвіллі й Ашвіллі (Північна Кароліна). Його картини розходяться у США і країнах Європи.

## Перелік деяких монументальних робіт
- Художні розписи ресторану в Теміртау (Казахстан);
- Графіті (різьблення на кольоровому багатошаровому тиньку) в Клубі протиповітряної оборони, 5×6 метрів, 1970 рік, Москва;
- Ресторан «Черьомушки», 3×20 метрів, розпис «Російські свята», темпера, 1971 рік, Москва;
- Розпис «Дитинство» в художній школі, 1971 рік, Москва;
- Розпис «Російські зодчі» в центральному фоє Головного управління архітектури, 4×8 метрів, 1973 рік, Москва;
- Мозаїка «Дитинство і юність» у школі Ядерного центру, 6×10 метрів, 1974 рік, Перм;
- Панно «Російські казки» в посольстві Колумбії в Москві (лакова темпера), 2×3 метри, Москва;
- Театральна завіса «Природа Далекого Сходу», Благовещенськ-на-Амурі, 25×20 метрів, 1974 рік;
- Мозаїка «Мистецтво» в будівлі міської ради, 20×30 метрів, 1975 рік, Караганда, Казахстан;
- Мозаїка «Мир» у Клубі шахтарів, 5×20 метрів, Шахтинськ, Казахстан;
- Стінний розпис «Російський і казахський фольклор» в дитячому літньому таборі, 2 панелі, 4×8 метрів кожна, 1976 рік, Кар-Каралінськ, Казахстан;
- Два стінні розписи «Спорт» у вестибюлі готелю, 1976 рік, Казахстан;
- Мозаїка «Праця» в Рівенському хімічному комбінаті, 10×25 метрів, Рівне, Україна;
- Розпис «Дружба народів» в Палаці сільськогосподарських працівників, 4×15 метрів, 1978 рік, Рибниця, Молдавія;
- Стінний розпис «Наука і прогрес» у фоє Управління Південно-Західної залізниці, 4×6 метрів, 1978 рік, Львів, Україна;
- Мозаїка «Море» в молодіжному літньому таборі, 20 квадратних метрів, 1974 рік, Алушта, Україна;
- Стінний розпис «Космос» у Фізико-механічному інституті, темпера, 6×10 метрів, 1979 рік, Львів, Україна;
- Стінний розпис «Історія шкіряного виробництва» в клубі шкіряного заводу, 3×30 метрів, 1980 рік, Львів, Україна;
- Фрески «Усесвітня медицина» в Львівській аптеці-музеї, сумарна площа 10 квадратних метрів, 1981 рік, Львів, Україна (вони в дуже поганому стані);
- Розписи Палацу культури в Арзамасі (закрите військове місто на Волзі);
- Мозаїка «Хрещення Христа» в Нейплз баптіст черч (Naples Baptist Church). Травень 1993 року (Гендерсонвілл, США).
- Мозаїка «Природа Північної Кароліни» на головній вулиці Гендерсонвілла. Листопад 1993 року (США).